# 纳尔巴格街道
纳尔巴格街道(英語：narbagh)，是中华人民共和国新疆维吾尔自治区和田地區和田市下辖的一个乡镇级行政单位。

## 行政区划
纳尔巴格街道下辖以下地区：
夏玛力巴格社区、大巴扎社区、依来克社区、阿格其布拉克社区、古江北路社区、阿提巴扎尔社区、滨河社区、民心社区、纳瓦克社区、北泉社区、阿特巴扎村、夏玛勒巴格村、托甫恰村和肖尔巴格村。